# Vladimir Lisin
Vladimir Sergeyevich Lisin (Ivánovo, 7 de mayo de 1956) es un empresario multimillonario ruso. Es el presidente y accionista mayoritario de Novolipetsk (NLMK), una de las cuatro mayores empresas siderúrgicas de Rusia. Es una autoridad mundial líder en procesos metalúrgicos, posee varias patentes y ha publicado más de 100 artículos sobre metalurgia y economía, incluidas 15 monografías.
Según Forbes, era el hombre más rico de Rusia y el 48.º más rico del mundo en 2013. En febrero de 2023, es la 87a persona más rica, con un patrimonio neto estimado de $ 18,4 mil millones.

## Trayectoria
Vladimir Lisin consiguió su primer trabajo en 1975 trabajando como mecánico en una mina de carbón soviética, y después de estudiar en el Instituto Metalúrgico de Siberia consiguió un trabajo como capataz soldador en Tulachermet Metals Works. Ascendió de rango hasta convertirse en gerente de sección, gerente de taller en 1979 e ingeniero jefe adjunto en 1986.
En 1992, se unió a un grupo de comerciantes tenaces (el Grupo Trans-World) que ganó el control de la industria rusa del acero y el aluminio. Cuando los socios se separaron en 2000, recibió el 13% de la empresa y luego logró una participación de control. Su antiguo jefe fue nombrado Ministro de Metalurgia de Rusia, y Lisin se convirtió en el único propietario de Novolipetsk Steel en 2000.
Desde 1993, ha sido miembro de la junta de varios productores de metales rusos líderes, incluidas las plantas de aluminio de NLMK, MMK y Sayansk y Novokuznetsk, y ha sido miembro de la junta directiva de Novolipetsk Steel (NLMK) desde 1996 y su presidente desde 1998. Anteriormente trabajó como ingeniero jefe adjunto y director general adjunto de la planta de acero de Karaganda, una de las cuatro plantas de acero más grandes de Kazajistán.
Lisin fue miembro del consejo de administración de Zenit Bank. Lisin forma parte de la junta directiva de Novolipetskii Metallurgical Combine, una de las empresas siderúrgicas más grandes de Rusia, en 1998 y todavía ocupa ese puesto. Es director de CJSC Chernomorneftegaz. Fue Director de Norilsk Nickel Mining and Metalurgical Co. desde 2002. Ha sido presidente de JSC Novolipetsk Iron & Steel Corporation (OJSC Novolipetsk Steel) desde junio de 2007. Ha sido director de OJSC United Shipbuilding Corporation desde marzo de 2009. Él sirve es fideicomisario de Inst. de Social Dev. Fundación.
Sus intereses comerciales, además del acero, incluyen el transporte y la logística (con participaciones en St Petersburg Sea Port, Tuapse Commercial Sea Port, North-Western Shipping Company, Volga Shipping Company), energía (participaciones en Chermonorneftegaz y Severneftegaz) y servicios públicos (Rusia empresas de la red Federal Grid Company y Distribution Grid Company of Center). Estos activos predominantemente rusos están controlados a través de Fletcher Group Holdings.

## Dirigente deportivo
Es un entusiasta de los deportes de tiro. Cogió un rifle por primera vez cuando tenía 12 años y desde entonces se ha tomado los disparos tan en serio como su negocio. Es el presidente de la Confederación Europea de Tiro, la Unión de Tiro de Rusia y ha sido nombrado vicepresidente del Comité Olímpico Ruso.
En 2013, Lisin fue nombrado miembro del Comité Ejecutivo de la ISSF. Construyó uno de los complejos de campos de tiro más grandes de Europa en Lisya Nora, cerca de Moscú. En noviembre de 2018, Lisin fue elegido presidente de la Federación Internacional de Deportes de Tiro (ISSF) y sucedió a Olegario Vázquez Raña, quien se desempeñaba como presidente desde 1980.